# Eaton (Norfolk)
Eaton – osada w Anglii, w Norfolk, w dystrykcie Norwich. W 2011 miejscowość liczyła 8781 mieszkańców.
Eaton jest wspomniana w Domesday Book (1086) jako Aietona/Aietuna/Etona/Ettuna/Ettune.